# Корсунская часовня (Изборск)
Корсу́нская часо́вня, или Часовня Корсунской ико́ны Бо́жией Ма́тери, находится в Изборске (Псковская область). Располагается с северо-западной стороны Изборской крепости, у Талавской башни.
Здание часовни — квадратное в плане, почти кубическое. В основании уложен тёсаный гранит. Кровля четырёхскатная, венчается небольшим барабаном с четырьмя узкими окнами по сторонам света и луковичной главой с крестом. Над входом — киот, в котором помещена Корсунская икона Божией Матери, написанная в 1931 года иконописцем Пименом Сафроновым. Внутри в восточной и западной стенах находится закладной крест и часть древнего креста из бывшего здесь могильника.
Культовые обряды не совершаются, часовня не действует.

## История
Построена на месте древнего могильника. Согласно преданию, это братская могила воинов-изборян — участников обороны Изборской крепости в 1657 году, во время русско-польской войны.
На закладной доске в восточной стене часовни надпись русской вязью: «Проект часовни — дар архитектора-художника Александра Игнатьевича Владовского». На другой доске — плохо читаемый текст с датой закладки постройки. Строительство велось в 1929 году, в период, когда Изборск находился в составе Эстонской Республики.
С часовней связан ряд чудесных событий.